# جيورج تيجل
جيورج تيجل (بالألمانية: Georg Teigl) (9 فبراير 1991 فيينا النمسا - ) هو لاعب كرة قدم نمساوي، يلعب كمدافع.

## وصلات خارجية
جيورج تيجل على موقع الاتحاد الأوربي (الإنجليزية)
- جيورج تيجل على موقع قاعدة بيانات كرة القدم.إي يو (الإنجليزية)
- جيورج تيجل على موقع بيانات كرة القدم. دي إي (الألمانية)
- جيورج تيجل على موقع Soccerway.com (الإنجليزية)
- جيورج تيجل على موقع عالم كرة القدم.نت (الإنجليزية)
- جيورج تيجل على موقع AS.com (الإسبانية)